# Bobanovo Selo
Bobanovo Selo naseljeno je mjesto u Gradu Čapljina, u Hercegovačko-neretvanskoj županiji, Federacija Bosne i Hercegovine, BiH. Naselje je smješteno na Dubravskoj visoravni, na području Grada Stolac i Čapljina.

## Povijest
Naselje je novije. U njemu se nalazi tek 400-tinjak novoizgrađenih obiteljskih kuća Hrvata koji su za vrijeme Domovinskog rata protjerani većinom iz Srednje Bosne (Kraljeva Sutjeska, Kakanj, Travnik, Drvar, Zenica, Uzdol, Bugojno, Konjic, Nevesinje, Stjepan Krst itd.). Nastalo je zbog nemogućnosti povratka Hrvata. Nakon što je potpisan Daytonski mirovni sporazuma 1995. godine, izbjeglicama i prognanima obećavan omogućeni povratak svojim domovima i održiv opstanak na starim ognjištima, što se nije ostvarilo.
Tražili su i dobili od općina Stolac i Čapljina dobivaju zemljište na kojem započinje izgradnja velika broja obiteljskih domova.
Misa se slavila na neprikladnom mjestu, u preuređenoj dvorani u sredini Bobanova Sela. Župa je bila filijala župe Domanovića. Pastoralnu brigu oko vjernika u Bobanovu Selu je 2001. vodio župnik Domanovića, a biskup je to potvrdio župniku, da zbog praktičnih razloga, bez obzira na župne granice (Aladinići, Domanovići, Prenj) preuzme Župni ured Domanovići, dok se drukčije ne providi. Za Božić 2004. biskup Ratko Perić je nakon savjetovanja s Prezbiterskim vijećem, dekretom pripojio župi Aladinići novo naselje Bobanovo. Župljani i župnik radili su na dobivanju zemljišta. Dokumentaciju je prikupljao don Vinko Raguž. Radovi na crkvi i okolici počeli su 2006. godine. Donacijom don Vjeke Bože Jaraka uručene posredstvom Zaklade kralj Tomislav, postavljen je Križni put, mozaici. Pod vodstvom novog župnika don Marka Šutala nastavljeni su radovi na crkvi.

## Projekti i izgrađenost
U posljednje dvije godine se skoro dovršila izgradnja katoličke crkve u Bobanovom, izgrađeno je športsko igralište u sklopu osnovne škole. Isto tako u zadnje dvije godine[kada?] općina Stolac je asfaltirala dvije glavne ulice koje vode kroz Bobanovo. U tijeku su i planovi za izgradnju vodovoda koji bi riješio i pitanje opskrbe vodom ne samo Bobanovog Sela nego i čitave Dubravske visoravni.